# التصوير الفني في القرآن (كتاب)
كتاب التصوير الفني في القرآن كتاب لسيد قطب من أوائل كتبه الإسلامية.

## نبذة عن الكتاب
يبدأ الكتاب بالكلام على (سحر القرآن) وكيف أنه كان العامل الحاسم، أو أحد العوامل الحاسمة في إيمان من آمنوا في أول أيام الدعوة، ويروي قصة إيمان عمر أو قصصه، وقصة تولي الوليد بن المغيرة ، ثم يورد ما حكاه القرآن عن قول بعض الكفار وتأثيره في نفوس بعض الذين أوتوا العلم من قبله.
ثم ينتقل إلى (منبع السحر في القرآن) وهو فصل آخر، ويرى أن السحر كامن في صميم النسق القرآني ذاته، وذلك من غير إغفال لقيمة الموضوعات على اختلافها، ولما في العقيدة الإسلامية من روحانية وما في بساطتها من جاذبية، ولهذا يتناول السور القصار القلائل التي لا تشريع فيها ولا غيب ولا علم، والتي لا تجمع بطبيعة الحال كل المزايا المتفرقة في القرآن.
ثم يعقد فصلًا على القرآن كيف فهم؟ ويمدح الزمخشري والجرجاني ويسوق مثلًا من توفيقات الجرجاني يعقِّب عليه ويبين أن الجمال في قوله: ﴿وَاشْتَعَلَ الرَّأْسُ شَيْبًا﴾ [مريم:4] إنما هو في هذه الحركة التخييلية السريعة التي يصورها التعبير — حركة الاشتعال التي تتناول الرأس في لحظة.
ثم ينتقل إلى سلسلة في فصول مطولة عن التصوير الفني والتناسق فيه، والقصة في القرآن وأغراضها وآثار خضوعها للغرض الديني، والدين والفن في القصة، والخصائص الفنية للقصة، والتصوير فيها، ورسم الشخصيات، ثم يورد طائفة من النماذج الإنسانية في القرآن، ثم يتكلم على طريقة القرآن، ويعود إلى إنصاف الجرجاني.